# 37 av. J.-C.
Cette page concerne l'année 37 av. J.-C. du calendrier julien.

## Événements
- 1er janvier : début à Rome du consulat de Lucius Caninius Gallus et Marcus Vipsanius Agrippa[1]. Suffect : Lucius Cornelius Lentulus.

- Printemps :
  - Caius Sosius, gouverneur de Syrie, et Hérode assiègent Jérusalem, prise en cinq mois[2].
  - Marc Antoine débarque à Tarente avec 300 vaisseaux pour se joindre à Octavien, mais refuse de reporter la campagne contre les Parthes à l’année suivante, en attendant qu’Octavien ait fini de reconstruire sa flotte ; grâce à la médiation d’Octavie, Antoine cède 120 vaisseaux à Octavien pour la guerre en Sicile en échange de 20 000 légionnaires pour la guerre parthique[1].
- Juillet : prise de Jérusalem[1]. Hérode Ier le Grand, fils d'Antipater, devient roi de Judée, sous contrôle romain[2].
- Août-septembre : traité de Tarente. Marc Antoine et Octavien renouvellent le triumvirat pour cinq ans ; le fils aîné de Marc Antoine, Antyllus (9 ans), est fiancé avec Julia (un an), fille d’Octavien. Antoine rentre en Grèce pour préparer sa campagne, et laisse Octavie enceinte, leur fille et les enfants qu'il a eus de Fulvie avec Octavien[1].

- Automne : Marc Antoine rejoint la reine Cléopâtre d'Égypte à Antioche en Syrie de retour de Rome après une absence de trois ans pendant laquelle il s'est mariée à la sœur d'Octavien dont il a eu deux filles Antonia Major L'Ainée et Antonia Minor La Jeune. Pendant l’hiver, Marc Antoine réorganise l’Orient. Il réduit le nombre de provinces romaines de cinq à trois (Asie, Bithynie et Syrie). Il cède la Phénicie (royaume de Chalcis au Liban dont le roi vient de mourir), la Crète et Cyrène à l'Égypte. En Judée, Cléopâtre VII obtient la riche palmeraie de la région de Jéricho et un tribut des Nabatéens[3].

- Début du règne de Phraatès IV, roi des Parthes (fin en 2)[1].
- Début du règne en Inde de Susharman, roi Kanva du Magadha (fin en 27 av. J.-C.)[5].
- Jumong fonde le royaume coréen de Koguryŏ[6] qui domine le nord de la Corée et l’est de la Mandchourie jusqu'en 668 (fin de règne en 19 av. J.-C.).
- Marcus Vipsanius Agrippa épouse Caecilia, la fille unique du riche chevalier romain, ami de Cicéron, Titus Pomponius Atticus[7].
- Voyage à Brindes, d’Horace : Virgile et Horace accompagnent Mécène dans une ambassade à Antoine envoyée par Octavien[8].

## Naissance
- Lucius Aelius Lamia, préfet de Rome.

## Décès
- Antigone II Mattathiah, roi hasmonéen de Judée, exécuté.
- Varron de l’Aude, poète latin né à Narbonne.
- Jing Fang (né en 78 av. J.-C.), théoricien de la musique, mathématicien et astrologue chinois.